# Marcel Riera Pàmies
Marcel Riera Pàmies (Valls, 1884 - Tarragona, 1972) va ser un dissenyador i ceramista català.

## Ideals polítics
A principis dels anys vint va establir-se a Santa Coloma de Queralt com a mestre de primària. Aviat s’implica en la vida artística i cultural del municipi. Defensa els ideals catalanistes com a col·laborador de les revistes Sagarra Nacionalista (1922-23) i La Segarra (1932-34), essent un dels socis fundadors d’aquesta última. En l’àmbit associatiu, forma part de les entitats Associació Colomina i Centre Democràtic Catalanista. L’estiu de 1932, acompanya Joan Amades i Joan Tomàs en la missió de recerca que fan a Santa Coloma en el marc de l’Obra del Cançoner Popular de Catalunya.
Durant la guerra civil espanyola va formar part de la junta directiva del Sindicat Únic de Professionals Liberals de la CNT de Tarragona. Amb les victòries de les tropes nacionals, va ser empresonat entre el 10 de maig i el 22 de juny de 1939.

## Creació i salvaguarda artística
El 1909 obté la medalla de plata en la categoria de pintura decorativa, tèxtil i blondes a l’Escola d’Arts i Oficis de Badalona, institució on havia començat la seva formació artística.
Segons consta en el dietari del restaurador d’imatges Joaquim Renart, Marcel Riera és el creador de les rajoles de “la nova fonteta de St. Magí [de la Brufaganya], que està tota enramada” (8 de juny de 1924). Vers 1925 realitza un plafó de ceràmica vidriada sobre la porta d’entrada a l’antiga capella del castell de Santa Coloma de Queralt. La peça artística, de 175 centímetres d’alçada per 400 cm de llargària, actualment està ubicada a la Sala Gran del mateix edifici. Entre altres obres, a Santa Coloma també confecciona el rètol del Col·legi de Germanes Carmelites i la placa commemorativa de la visita de l’Orfeó Català.
Riera participa en les exposicions organitzades a les Festes Majors de Santa Coloma de 1933 i 1934. Durant l’esclat de la guerra civil espanyola, té un paper vital per a la preservació del patrimoni artístic de l’església parroquial i de Santa Maria de Bell-lloc. Envia un catàleg de les peces a salvaguardar a les autoritats públiques, i ordena emparedar el retaule de sant Llorenç. Amb la victòria de les tropes franquistes a Santa Coloma, l’Ajuntament delega a Riera (febrer de 1939) la responsabilitat de fer retornar al municipi les peces del tresor parroquial que estaven dipositades a Tarragona.
A Tarragona, Marcel Riera és l’autor dels cartells de la I Exposició Nacional de Turisme (1936) i de Setmana Santa de 1936 i 1940. Juntament amb Josep Riera Güell, aquest any crea la imatge de l’escultura de la capelleta de Sant Magí, ubicada al carreró de Sant Magí. Segons consta en el llibre L’època de Nogué Massó: artistes colomins (1880-1965), “aviat obtingué un gran reconeixement de les autoritats [tarragonines] i moltes de les seves obres poden veure’s encara en diversos indrets i carrers de la ciutat”.